# Mand
For andre betydninger - se mand (flertydig)
Herre omdirigerer hertil. For andre betydninger - se herre (flertydig)
En mand er et voksent menneske af hankøn. Betegnelsen mand anvendes normalt kun om en fuldvoksen person, mens "dreng" er den normale betegnelse for et hankønnet barn eller ung person.
Oprindeligt brugt om gifte mænd – i modsætning til en karl.